# Tanagridia fusca
Tanagridia fusca är en fjärilsart som beskrevs av Butler 1882. Tanagridia fusca ingår i släktet Tanagridia och familjen mätare. Inga underarter finns listade i Catalogue of Life.